# Vrigne-Meuse
Vrigne-Meuse ist eine französische Gemeinde mit 332 Einwohnern (Stand: 1. Januar 2022) im Département Ardennes in der Region Grand Est. Sie gehört zum Arrondissement Charleville-Mézières und zum Kanton Nouvion-sur-Meuse.
Nachbargemeinden sind Vivier-au-Court im Norden, Vrigne aux Bois mit der Commune déléguée Vrigne-aux-Bois im Nordosten, Donchery im Osten, Villers-sur-Bar im Südosten, Dom-le-Mesnil im Süden und Nouvion-sur-Meuse im Westen. Die Maas bildet im Südwesten die Gemeindegrenze.

## Bevölkerungsentwicklung
| Jahr      | 1962 | 1968 | 1975 | 1982 | 1990 | 1999 | 2008 | 2015 |
| --------- | ---- | ---- | ---- | ---- | ---- | ---- | ---- | ---- |
| Einwohner | 180  | 178  | 183  | 207  | 187  | 191  | 232  | 297  |

## Sehenswürdigkeiten
- Soldatenfriedhof, seit dem 28. Dezember 2017 ein Monument historique
- Kirche Sainte-Croix

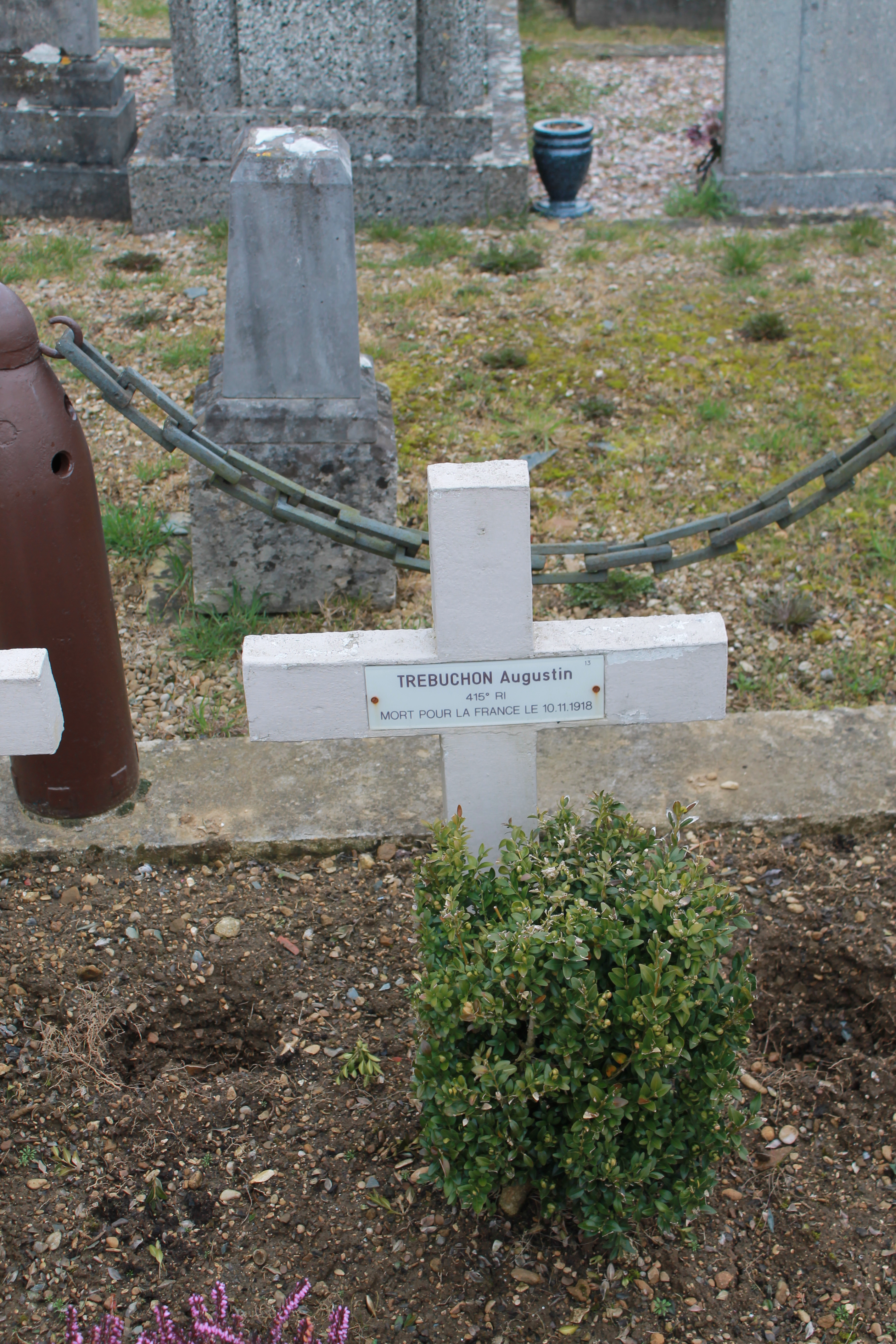
Soldatenfriedhof
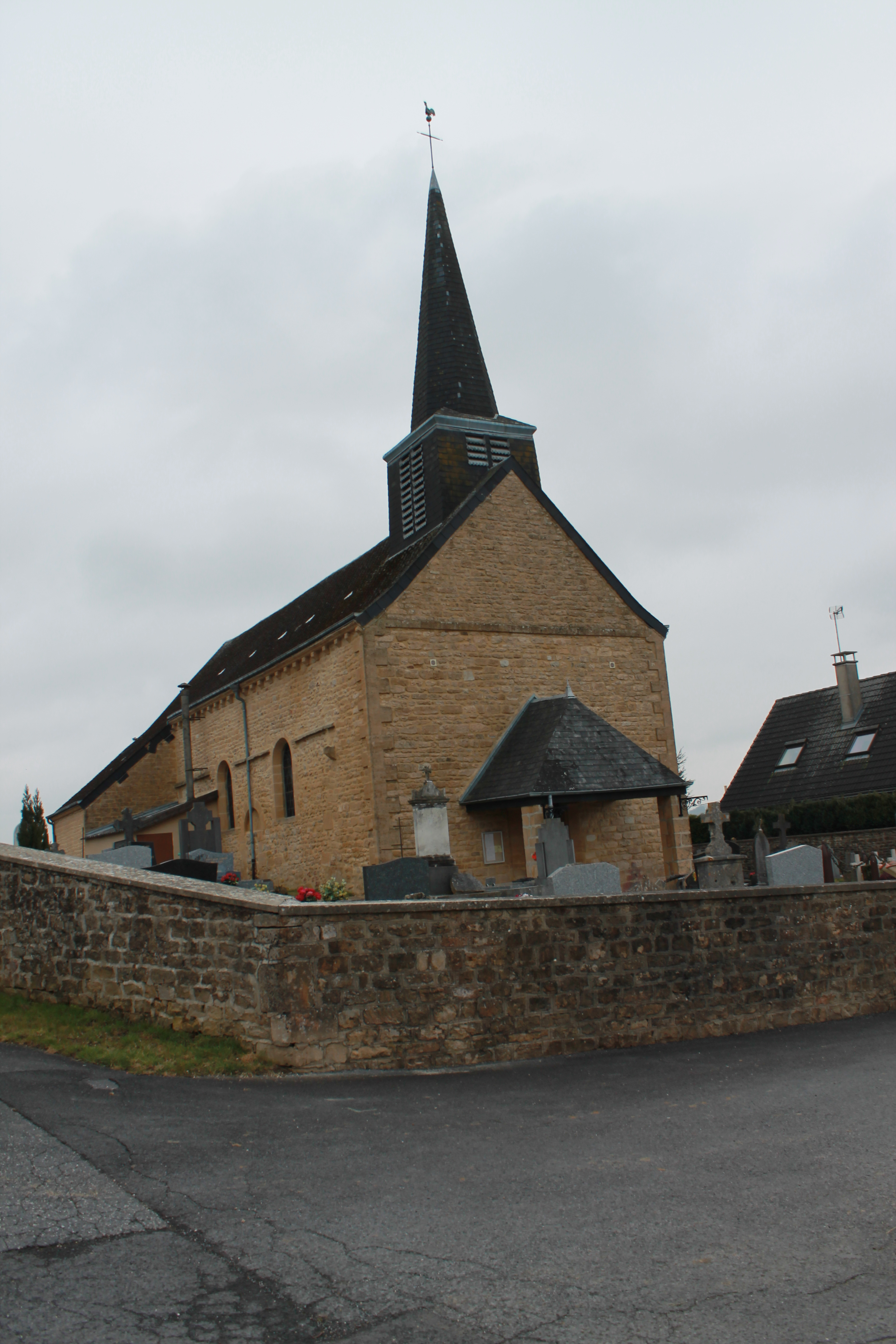
Kirche Sainte-Croix
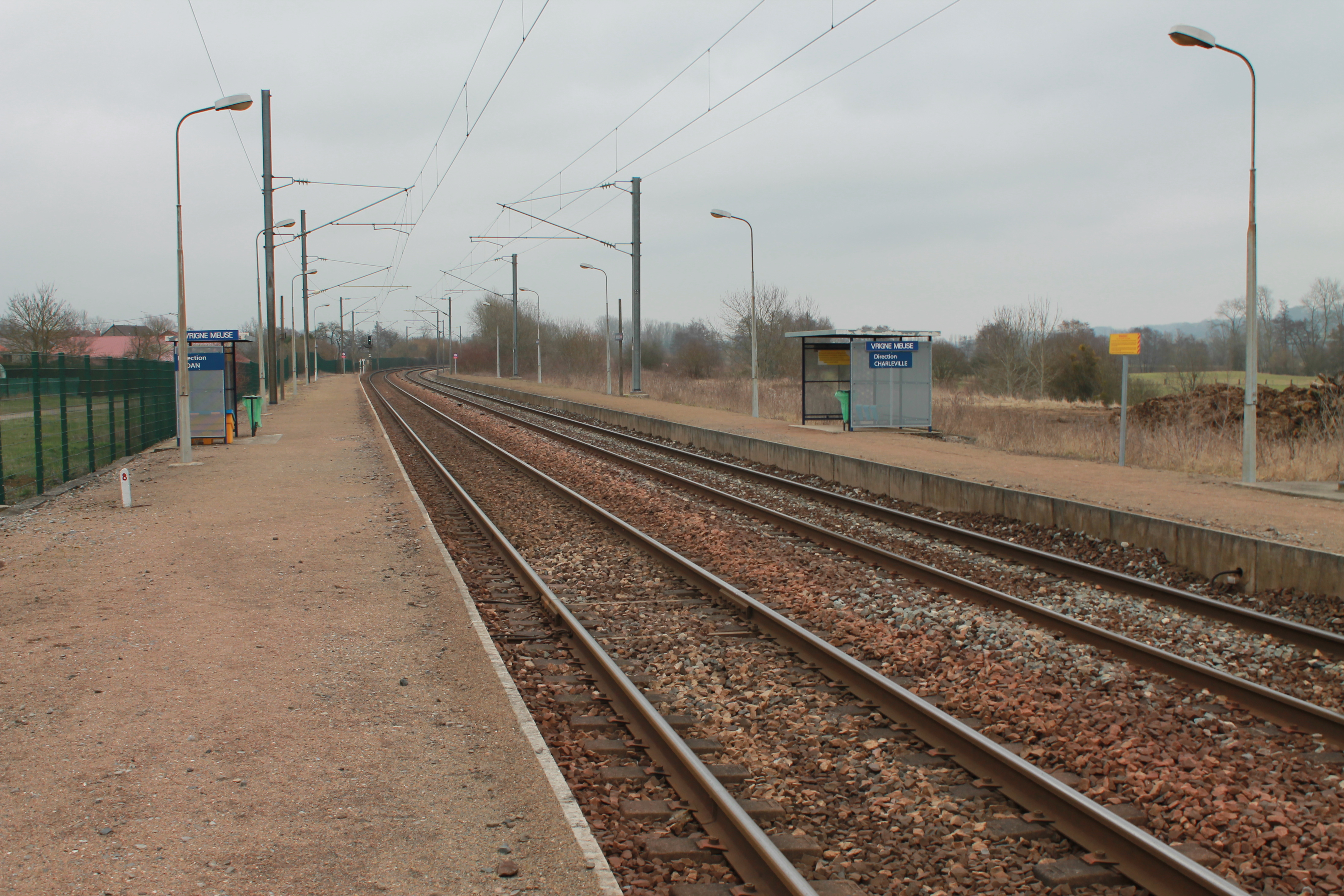
Bahnhof
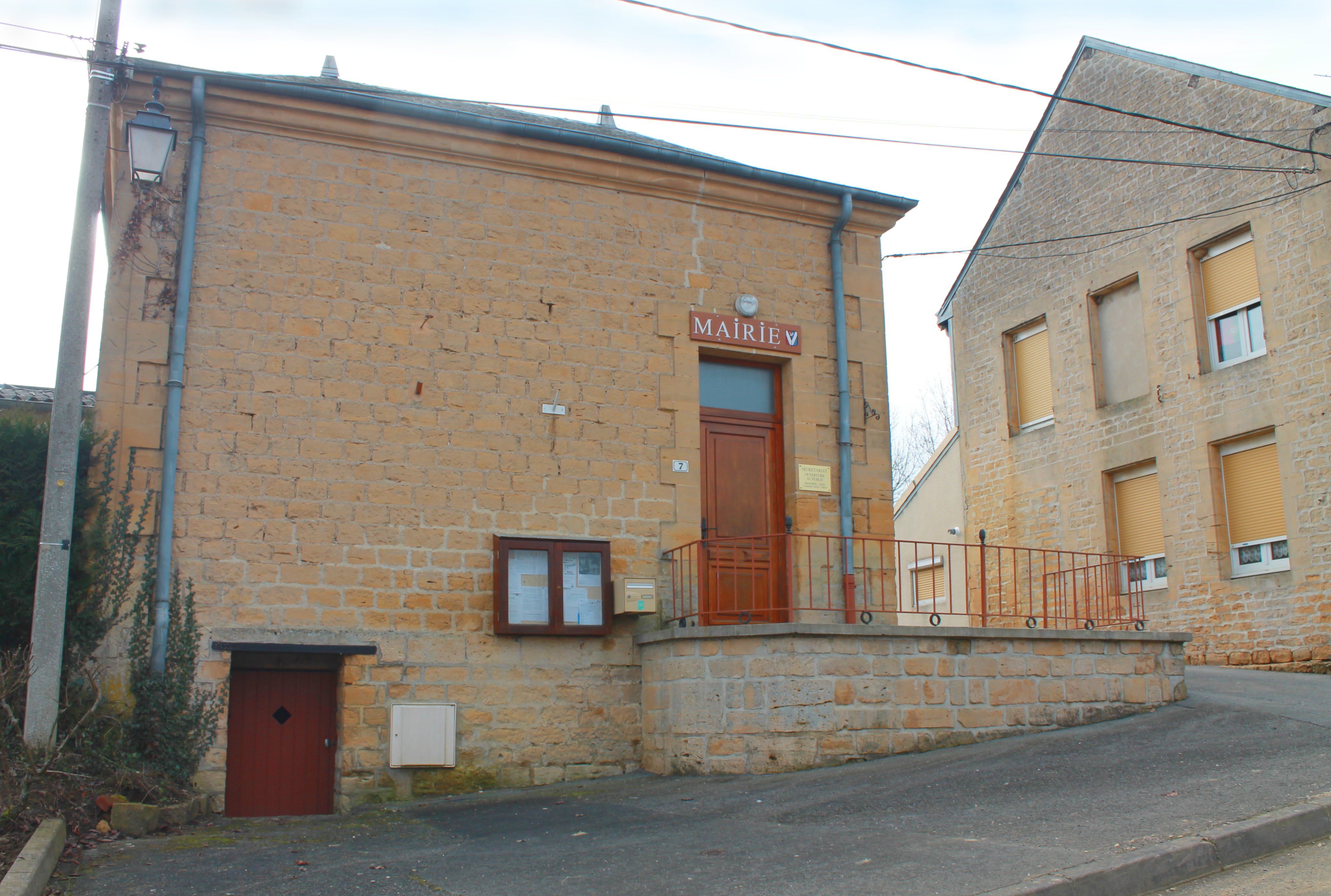
Rathaus (Mairie)